# موريس ستاكي
موريس ستاكي (بالألمانية: Maurice Stuckey) مواليد 30 مايو 1990 في آوغسبورغ، هو لاعب كرة سلة ألماني. بدأ مسيرته الاحترافية في سنة 2006. يحمل الرقم 9. يبلغ طوله 6 قدم 2 بوصة (1.9 م). لعب مع بروس باسكتس وإي دبليو إي باسكتس أولدنبورغ في الدوري الألماني لكرة السلة.

## روابط خارجية
- موريس ستاكي على موقع الاتحاد الدولي لكرة السلة (الإنجليزية)
- موريس ستاكي على موقع الدوري الأوروبي لكرة السلة (الإنجليزية)
- موريس ستاكي على موقع كرة السلة الأوروبية.كوم (الإنجليزية)
- موريس ستاكي على موقع ريلجم (الإنجليزية)
- موريس ستاكي على موقع بروبوليرز (الإنجليزية)
- موريس ستاكي على موقع سبورتس رفرنس (الإنجليزية)